# Aufbruch in die Freiheit
Aufbruch in die Freiheit ist ein deutscher Fernsehfilm von Isabel Kleefeld aus dem Jahr 2018. In den Hauptrollen sind Anna Schudt, Christian Erdmann und Alwara Höfels zu sehen. Der Film spielt im Jahre 1971 und handelt von einer Frau, die nach einem damals verbotenen Schwangerschaftsabbruch aus ihrer dörflichen Enge ausbricht und sich den Protesten gegen den Paragraphen 218 und der Aktion Wir haben abgetrieben! anschließt.

## Handlung
Erkelenz, Anfang der 1970er Jahre: Die Metzgersfrau Erika Gerlach erfährt, dass sie zum vierten Mal schwanger ist. Sie möchte jedoch keinesfalls noch ein weiteres Kind, wird sie doch durch die Arbeit im Familienbetrieb und die dörfliche Enge bereits genug aufgerieben. Unter dem Vorwand, ihre Schwester Charlotte in Köln zu besuchen, lässt sie heimlich eine Ausschabung vornehmen. Jedoch kommt es zu Komplikationen, als die Polizei eintrifft, und Erika muss notoperiert werden. Danach kommt sie erst einmal in der WG ihrer deutlich emanzipierteren Schwester unter, die mit Freunden eine Protestaktion gegen den Paragraphen 218 vorbereitet.
Als sie zurück in ihr Heimatdorf kommt, eskaliert die Situation. Ihr Mann Kurt verweigert der Tochter Ulrike den Zugang zum Gymnasium und erklärt Erika, von der Abtreibung gewusst zu haben. Es kommt zum lauten Streit und Erika verlässt mit ihren Kindern ihren Mann und zieht zu ihrer Schwester.
Sie hat jedoch Schwierigkeiten, sich ein eigenes Leben aufzubauen, darf sie doch als Frau ohne die Zustimmung des Mannes weder einen eigenen Arbeitsvertrag unterschreiben noch eigenmächtig die Tochter am Gymnasium anmelden. Daraufhin fälscht sie Kurts Unterschrift. Zudem bekommt sie durch Freunde ihrer Schwester eine Anstellung als Schwesternhelferin im Krankenhaus. Als sie allerdings mit ihren Kindern an einer Demonstration gegen das Abtreibungsverbot teilnimmt und auf der Titelseite einer Zeitung erscheint, will Kurt ihr das Sorgerecht für die Kinder entziehen und gewinnt vor Gericht.
Erika ist zunächst verzweifelt, aber dann nimmt sie mit anderen an der Aktion Wir haben abgetrieben! teil und erscheint am 6. Juni 1971 auf der Titelseite der Zeitschrift Stern. Als ihre Schwiegermutter stirbt und klar wird, dass Kurt mit der Situation und der Metzgerei nicht alleine zurechtkommen wird, entschließt sich Erika zurückzukehren. Doch sie behält ihre Selbstständigkeit, indem sie Kurt zwar in der Metzgerei hilft, die beiden aber kein Paar mehr werden und Erika ihre Stellung am Krankenhaus behält.

## Hintergrund
Die Dreharbeiten fanden im Juni und Juli 2017 in Köln und in Wegberg statt.

## Rezeption

### Einschaltquote
Die Erstausstrahlung im ZDF erfolgte am 29. Oktober 2018 um 20:15 Uhr. Der Film wurde dabei von 4,27 Millionen Menschen gesehen, was einem Marktanteil von 13,5 Prozent entspricht.

### Kritiken
Anja Rützel von Spiegel Online lobt vor allem die Hauptdarstellerin Anna Schudt und ihre „vielschichtige Gefühlsbürde, das Schillern zwischen Verzweiflung und Nonchalance, Wut, Mut und Hoffnungslosigkeit“ und meint, der Film erzähle „unaufgeregt, pointiert und glaubhaft ein Stück Emanzipationsgeschichte“. Ein besonders „cleveres, gut erzähltes Detail“ sei zudem, wie „mit einem dramaturgischen Kunstgriff (...) Erika Gerlachs persönliches Drama unaufdringlich in der bundesdeutschen Geschichte verankert“ und sie „zu einer der 374 Frauen gemacht (werde), die sich in der berühmten Ich habe abgetrieben-Titelgeschichte des ‚Stern‘ 1971 zu einem Schwangerschaftsabbruch bekennen.“

### Auszeichnungen

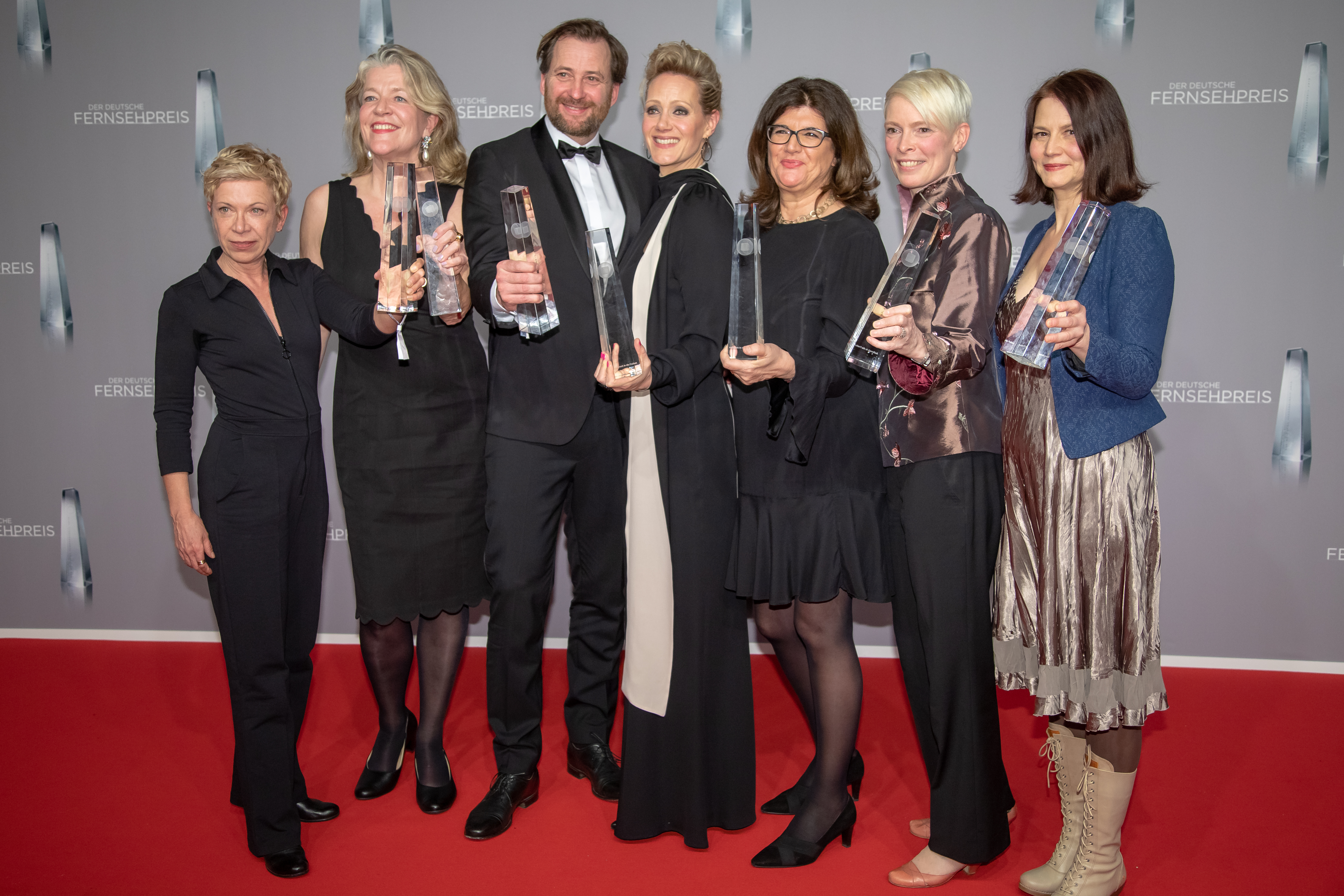
Team Aufbruch in die Freiheit mit dem Deutschen Fernsehpreis 2019

Beim Filmfest Hamburg erhielt der Film den Hamburger Produzentenpreis. In der Begründung heißt es: „Es kommt hier alles Entscheidende zusammen: Eine gute Idee, eine packende Geschichte, pointierte Dialoge […], eine kraftvolle Inszenierung und brillante Schauspieler. Die Produzentin und ihre Mitstreiter(innen) schildern das Schicksal der Frauen und den historischen Kontext mit Wucht, höchst glaubhaft, atmosphärisch genau und unter Verzicht auf alles Nebensächliche.“
2019 wurde der Film mit dem Deutschen Fernsehpreis als Bester Fernsehfilm ausgezeichnet. Zudem war Anna Schudt als Beste Schauspielerin nominiert.
Bei der Goldenen Kamera 2019 war Aufbruch in die Freiheit in den Kategorien „Bester Fernsehfilm“ und „Beste Schauspielerin“ (Anna Schudt) erfolgreich. Schudt gewann 2019 auch den Bayerischen Fernsehpreis.
Der Film war für den Grimme-Preis 2019 nominiert, blieb dort jedoch ohne Auszeichnung.